# August Kekulé

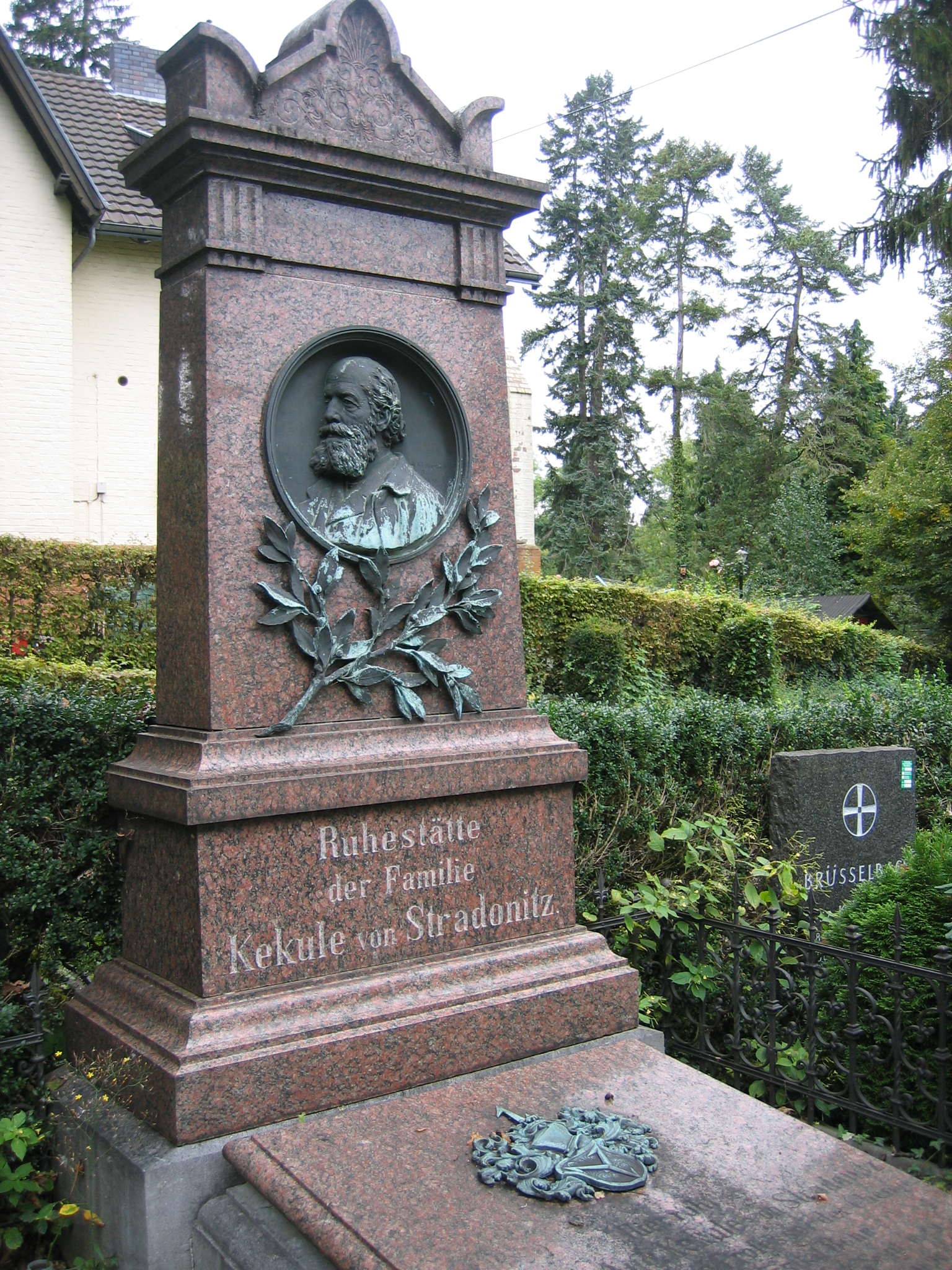
Túmulo de August Kekulé (Poppelsdorfer Friedhof, Bonn).

Friedrich August Kekulé (Darmstadt, 7 de setembro de 1829 — Bonn, 13 de julho de 1896) foi um químico alemão. Inovou o emprego de fórmulas desenvolvidas em química orgânica, criou em 1857 a teoria da tetracovalência do carbono e a hipótese das ligações múltiplas. Propôs, em 1865, após um sonho que teve, a fórmula hexagonal do benzeno. 

## Biografia
Friedrich August Kekulé Von Stradonitz nasceu em 7 de setembro de 1829 em Darmstadt, Alemanha, em uma família descendente de uma nobre família da Boêmia. Quando jovem, seus hobbies eram caminhadas botânicas, durante as quais recolhia e desenhava borboletas. Iniciou seus estudos no ginásio de Darmstadt, sempre um bom aluno com aptidão para línguas. Isso resultou na capacidade de falar francês, italiano e inglês, além do alemão nativo.
Concluiu o curso médio e logo ingressou na Universidade de Giessen, no curso de arquitetura, em 1847. Inscreveu-se em uma aula de química ministrada pelo famoso químico Justus von Liebig. A partir dessa aula floresceu o interesse pela química. Tomou a decisão de mudar o seu curso de arquitetura e passou a se dedicar ao estudo da química.
Em 1852 concluiu sua graduação com êxito, apesar da disconcordância de sua família. Viajou a Paris para continuar seus trabalhos e iniciar seu doutorado. Obteve conhecimentos sobre a teoria unitária da química e teoria dos radicais, após se tornar amigo de Charles Gerhardt e Jean-Baptiste Dumas.
Interessou-se pelos problemas da filosofia da química, o que o acompanhou por toda sua vida.
Retornou à Alemanha, onde prosseguiu seu doutorado na mesma universidade onde foi graduado, Universidade de Giessen. Começou um pequeno laboratório químico em Heidelberg, utilizando um equipamento muito fino para realizar diversas pesquisas importantes. Em seu doutorado trabalhou como assistente de Adolph Von Planta de Reichenau, o que não o deixava feliz, pois para ele estava faltando estimulação intelectual, ficando assim por pouco tempo. Seu ex-professor Liebig o recomendou para uma posição no hospital St. Bartholomew, em Londres, trabalhando com John Stenhouse, onde obteve uma experiência muito importante.
Em 1853, conheceu Alexander Williamson, o qual estendeu as teorias de Charles Gerhardt para explicar como os éteres podem ser derivados da água e o incentivando a introduzir um novo composto, metano (gás dos pântanos). Discutiu assuntos interessantes sobre a química, trabalhando na tentativa de classificar os compostos orgânicos por meio de estrutura, esclarecendo a ideia posterior da tetravalência do carbono e da capacidade dos átomos de carbono  formarem cadeias. Percebeu que a teoria dos compostos orgânicos não levou em conta a potência específica de combinação ou valências dos átomos específicos. Foi nomeado professor da Universidade de Heidelberg, na Alemanha, onde finalmente estabeleceu a tetravalência do carbono.
Em 1857, tornou-se professor de química na Universidade de Gent, na Bélgica. Começou a utilizar representações gráficas de moléculas orgânicas, enfatizando a natureza tetravalente dos átomos de carbono e sua capacidade de formar cadeias, assim voltando sua atenção para estrutura do benzeno (composto com propriedades em comum que não poderia ser explicado por qualquer teoria), apresentando sua representação hexagonal.
Entre 1860 e 1896 registrou dezenove fórmulas do ácido acético. Foi chamado para a Universidade de Bonn. Propôs que o benzeno tinha uma estrutura na qual seis átomos de carbono formavam um anel, com alternância de ligações simples e duplas. No entanto a química do benzeno nem sempre era consistente com essa fórmula estrutural. Para superar esse problema sugeriu duas formas de benzeno, em equilíbrio dinâmico, novamente sua teoria mostrou-se parcialmente correta. Fez um discurso em Berlim por ocasião do vigésimo quinto aniversário de seu anúncio da teoria do benzeno, revelando que suas teorias estruturais foram  inspiradas por um sonho.

### O sonho de Kekulé
| “ | Eu estava sentado à mesa a escrever o meu compêndio, mas o trabalho não rendia; os meus pensamentos estavam noutro sítio. Virei a cadeira para a lareira e comecei a dormitar. Outra vez começaram os átomos às cambalhotas em frente dos meus olhos. Desta vez os grupos mais pequenos mantinham-se modestamente à distância. A minha visão mental, aguçada por repetidas visões desta espécie, podia distinguir agora estruturas maiores com variadas conformações; longas filas, por vezes alinhadas e muito juntas; todas torcendo-se e voltando-se em movimentos serpenteantes. Mas olha! O que é aquilo? Uma das serpentes tinha filado a própria cauda e a forma que fazia rodopiava trocistamente diante dos meus olhos. Como se se tivesse produzido um relâmpago, acordei;... passei o resto da noite a verificar as consequências da hipótese. Aprendamos a sonhar, senhores, pois então talvez nos apercebamos da verdade." - Augusto Kekulé, 1865. | ” |